# Bassin Rhône-Méditerranée-Corse
Le bassin Rhône-Méditerranée-Corse est un bassin hydrographique français constitué des bassins versants du Rhône, de fleuves côtiers méditerranéens, d'îles méditerranéennes et de la Corse. Ses limites sont constituées par la ligne des crêtes qui sépare le bassin des bassins limitrophes, appelée aussi ligne de partage des eaux.
Sur le plan administratif, l'eau de ce bassin hydrographique est gérée par plusieurs entités exerçant sur deux circonscriptions administratives, les bassins Rhône-Méditerranée et Corse, territoires de compétence des « instances de bassin » : 
- pour le bassin Rhône-Méditerranée,  le comité de bassin Rhône-Méditerranée et l'agence de l'eau Rhône-Méditerranée-Corse, chargés de gérer l'eau à l'échelle de ce bassin ;
- pour le bassin Corse, le comité de bassin Corse et l'agence de l'eau Rhône-Méditerranée-Corse qui exerce ses compétences sur les deux territoires.

Les comités de bassin Rhône-Méditerranée et Corse sont des instances de concertation qui regroupent différents acteurs, publics ou privés, agissant dans le domaine de l'eau : collectivités, État, usagers, personnes qualifiées, milieux socioprofessionnels et le préfet coordonnateur de bassin. Ils élaborent les SDAGE Rhône-Méditerranée et Corse, définissent la politique de gestion de la ressource et de protection des milieux naturels pour chacun des bassins, donne un avis sur les grands aménagements et oriente les politiques d’intervention de l'agence de l’eau Rhône-Méditerranée-Corse. Celle-ci constitue l'organisme exécutif chargé de mettre en œuvre la politique définie par les comités de bassin. Entre autres, elle soutient financièrement et techniquement les travaux d’amélioration des milieux aquatiques et de réduction des pollutions, contribue à la production des données qualitatives sur l’eau et met en œuvre la gestion intégrée de la ressource en eau dans ces bassins.

## Histoire
Les grands principes de la politique de l’eau ont été posés par les lois des 16 décembre 1964 et 3 janvier 1992, codifiées aujourd’hui dans le code de l'environnement. La loi de 1964 crée six bassins hydrographiques sur le territoire métropolitain dans chacun desquels est institué un comité de Bassin, couramment appelé le « Parlement local de l’eau », et une agence de l’Eau. Elle a également lancé les bases d’une gestion qualitative et quantitative des milieux aquatiques par bassin (politique décentralisée) : Adour-Garonne, Artois-Picardie, Loire-Bretagne, Rhin - Meuse, Rhône-Méditerranée-Corse et Seine-Normandie. La Corse deviendra ultérieurement un bassin à part entière.
L'arrêté du 14 septembre 1966 définit les circonscriptions des comités de bassin. Chaque circonscription est formée d'un ensemble de cantons suivant le découpage des bassins versants des cours d'eau situés dans la circonscription.

## Caractéristiques

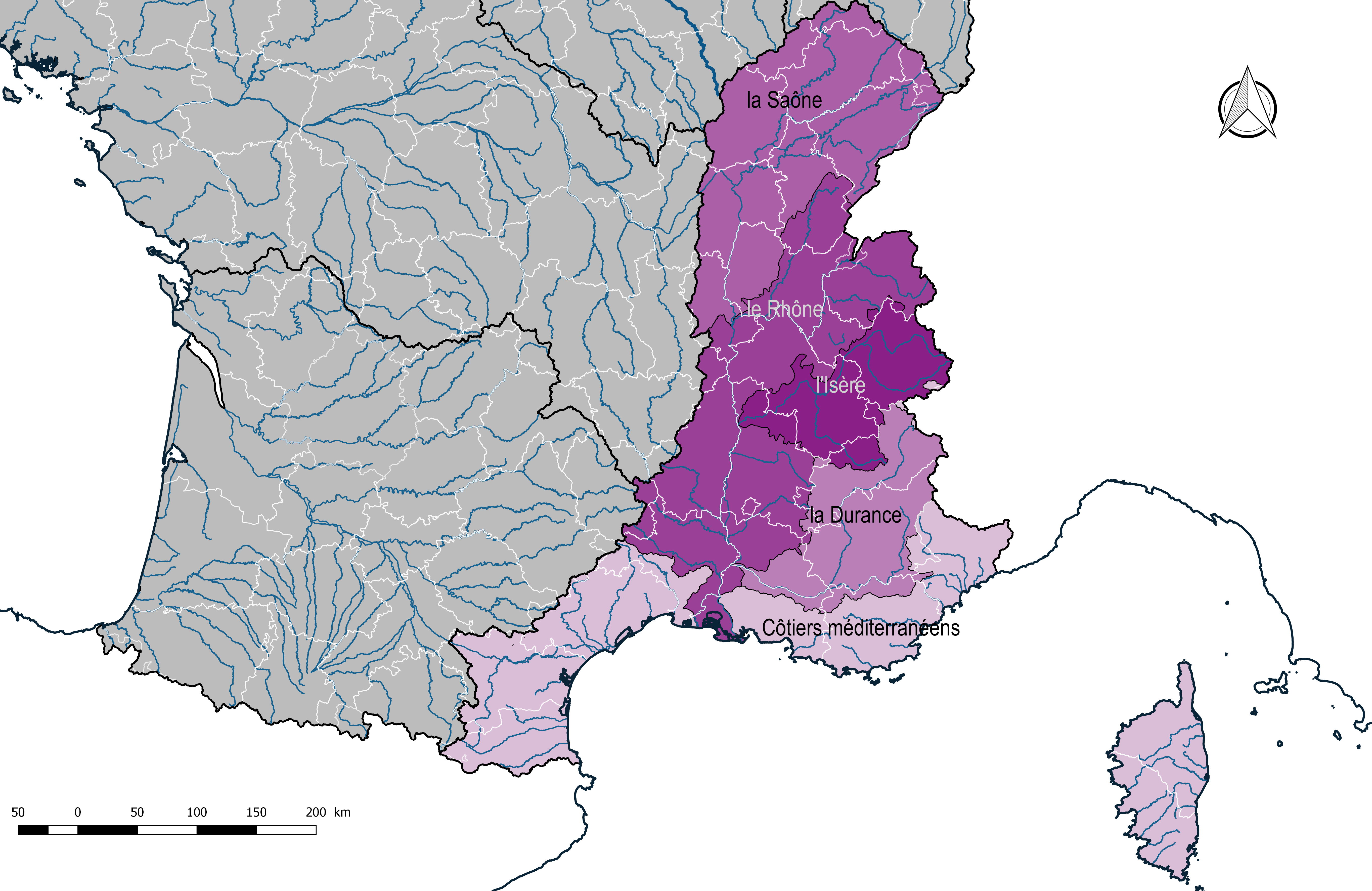
Découpage du bassin Rhône-Méditerranée-Corse en régions hydrographiques. Les limites du bassin et des régions hydrographiques sont sur cette carte les lignes de partage des eaux.

Les bassins hydrographiques sont découpés dans le référentiel national BD Carthage en éléments de plus en plus fins, emboîtés selon quatre niveaux : régions hydrographiques, secteurs hydrographiques, sous-secteurs hydrographiques et zones hydrographiques. Le bassin Rhône-Méditerranée-Corse est découpé en cinq régions hydrographiques. Il présente une superficie de 130 660 km2 et un linéaire de cours d'eau de 152 427 km.
| Région hydrographique | Région hydrographique                  | Superficie  | Superficie | Répartition                         | Cours d'eau (2006) |
| Code Sandre           | Libellé                                | Superficie  | Superficie | Répartition                         | Cours d'eau (2006) |
| --------------------- | -------------------------------------- | ----------- | ---------- | ----------------------------------- | ------------------ |
| U                     | la Saône                               | 130 660 km2 | 24 %       | 31 départements entiers ou partiels | 152 427 km         |
| V                     | Le Rhône (Saône-Isère-Durance exclues) | 130 660 km2 | 24 %       | 31 départements entiers ou partiels | 152 427 km         |
| W                     | L'Isère                                | 130 660 km2 | 24 %       | 31 départements entiers ou partiels | 152 427 km         |
| X                     | La Durance                             | 130 660 km2 | 24 %       | 31 départements entiers ou partiels | 152 427 km         |
| Y                     | Côtiers vers mer Méditerranée          | 130 660 km2 | 24 %       | 31 départements entiers ou partiels | 152 427 km         |
| Z                     | Îles marines                           | 130 660 km2 | 24 %       | 31 départements entiers ou partiels | 152 427 km         |